# Daniël Bracke
Daniël Bracke (Gent, 3 augustus 1946 – aldaar, 16 juli 2023) was een Belgische zanger, componist, acteur en auteur die naar buiten trad met het pseudoniem Danny Sinclair. Hij was vooral bekend als zanger van de Gentse popgroep New Inspiration.

## Biografie
Bracke was de zoon van het muzikale duo Duo Berry en groeide op aan de Dampoort. Op de middelbare school leerde hij elektronica en later volgde hij notenleer aan de muziekacademie van Gentbrugge.
In 1963 startte de muzikale carrière van Bracke bij het groepje The Fellows (later The Black Fellows). Toen de naam van het groepje gewijzigd was in New Inspiration kreeg het succes. Ze maakten 4 lp's en enkele singles.
Na het einde van New Inspiration sloot Bracke zich aan bij de Gentse bigband Ray Jacky and his Lords en startte hij een solocarrière. Daarbij werkte hij samen met Gaston Bergmans & Leo Martin, de Frank Milton bigband en de Freddy Couché bigband.
Daarnaast was hij actief in de variétéwereld en startte hij Variété in Vlaanderen vzw. Als acteur was hij te zien in diverse stukken van toneelgezelschappen Gentse Volksteater (1985), Theater Arena, het Nieuw Gents Volkstheater (2001). Hij trad ook op tijdens de Gentse feesten van 1995 (als Elvis-imitator bij Pierke Pierlala), 1998 (toneel in de Brugse Poort), 2002 in  Salu 'k ga in congé van Romain Deconinck, 2003 in Ne leeuw zonder tanden, 2004 in de cabaretgroep Kloaver Viere, 2006 in Batoosjanta en verschillende jaren (2006-2012) met het variététheater van de Dreidekker.
Hij componeerde voor New Inspiration, maar later ook voor variété en toneelstukken van het Gents Amateur theater, Theater Magie en een korte speelfilm van Mark De Bruyker en muziek voor Roxanne Sirejacob.
In 1996 stichtte hij Theater en Muziek vzw die het oeuvre van zijn schoonvader, auteur Roger Piers, wil behouden en opvoeren.
Hij was samen met Ria Piers, die in 2006 overleed. Bracke overleed op 76-jarige leeftijd aan de gevolgen van een hartaderbreuk.

## Discografie[3][4]
Albums
- Inspirated (1966)  met New Inspiration
- Rainbow (1970) met New Inspiration
- The cousins (1986) met New Inspiration

Singles
- Raketteers met New Inspiration
- You made a fool of me (1967) met New Inspiration
- Hurry up and tell me (1967) met New Inspiration
- I see no reason why (1968) met New Inspiration
- Isadora (1967) solo
- Stay a while (1978) solo
- I love her (1978) solo

## Erkenning
- 2013: Huldiging door Stad Gent na 45 jaar op de planken.[5]